# Universidade Jiaotong de Xian
A Universidade Jiaotong de Xian é uma universidade da Liga C9 com ênfase em engenharia, tecnologia, administração e ciências da vida, localizada em Xian, Xianxim, China. É uma instituição Classe A do Ministério da Educação Chinês. As vinte escolas unidas da formam uma universidade abrangente de pesquisa que oferece programas em nove áreas: ciência, engenharia, medicina, economia, administração, arte, direito, filosofia e educação.
A Universidade Jiaotong de Xian abriga laboratórios nacionais, dentre estes, quatro laboratórios nacionais especiais e dois centros nacionais de pesquisa em engenharia. Dos oito hospitais de ensino afiliados a universidade, dois são classificados entre os 100 melhores da China. A universidade é considerada o centro da Aliança Universitária da Rota da Seda, uma aliança acadêmica internacional amparada pela iniciativa One Belt, One Road da República Popular da China , que visa construir colaboração educacional e alavancar o crescimento econômico em países ao longo do Cinturão Econômico da Rota da Seda e seus principais parceiros.

## História
A universidade começou em Xangai em 1896 como a Escola Pública Nanyang ( 南洋公学 ) através de um decreto imperial emitido pelo Imperador Guangxu, a partir do Gabinete de Negócios e Telégrafos do governo imperial. Quatro escolas foram então estabelecidas: uma escola normal, uma escola de estudos estrangeiros, uma escola de ensino básico e uma escola de ensino médio. Sheng Xuanhuai, quem propôs a ideia ao imperador Guangxu, tornou-se o primeiro presidente e é considerado o fundador da universidade, juntamente com João Calvino Ferguson, um educador missionário.
A universidade passou por uma série de transformações. Em 1904, o Ministério do Comércio assumiu a escola e, em 1905, o nome foi mudado para Escola Politécnica Imperial do Ministério do Comércio. Em 1906, a faculdade foi colocada sob os cuidados do Ministério dos Correios e Telégrafos, e seu nome foi mudado para Escola Industrial de Xangai do Ministério de Correios e Telégrafos. Após a fundação de República da China, a faculdade foi transferida para o Ministério das Comunicações e seu nome foi alterado, para Instituto de Tecnologia do Governo do Ministério das Comunicações .
Durante a República da China, foi fundada a Escola de Administração em 1918. Em 1920, o Instituto de Tecnologia do Governo do Ministério das Comunicações se uniu a outras duas faculdades e mudou seu nome para Escola Nan Yang de Chiao Tung . Em 1938, o Ministério da Educação assumiu a universidade e a renomeou como Universidade Nacional Chiao Tung (em em chinês:  国立交通大学). Durante a guerra antijaponesa, a universidade mudou-se para a Concessão Francesa e, em 1940, a filial estatal da Universidade Jiaotong foi estabelecida em Chongqing. Em 1941, para impedir que o governo de Wang assumisse a universidade, continuou as operações sob o nome de Universidade Privada Nanyang. Em 1942, o governo Wang assumiu a Escola de Xangai. Assim, o Departamento de Educação do Governo de Guomin escolheu o campus de Chongqing como sede da Universidade de Jiaotong. Em 1943, a escola de pós-graduação foi fundada. Depois que a guerra antijaponesa foi vencida, a sede de Chongqing voltou a Xangai e se fundiu com a Escola de Xangai. Em 1946, o nome da Universidade Jiaotong, administrada pelo estado, foi recuperado.
Após a derrota de Kuomintang em 1949, parte da faculdade foi transferida para Taiwan com Chiang Kai-shek e, em 1958, formou-se a Universidade Nacional Chiao Tung, em Taiwan. A instituição que permaneceu em Xangai foi renomeada Universidade Chiao Tung refletindo o fato de que as universidades do Novo Estado seriam toda públicas. Na década de 1950, o sistema de romanização de pinyin foi desenvolvido na China Continental e a Universidade Chiao Tung teve seu nome em inglês mudado para Jiao Tong University .
A estratégia nacional adotada em 1956 ditava que a maioria da Universidade Jiao Tong seria transferida para Xian, Xianxim. A Universidade Jiaotong de Xian foi fundada em 1959, e foi imediatamente listada como uma universidae de importância nacional. Em 2000, o Conselho de Estado aprovou a fusão da Universidade Médica de Xian e do Instituto Xianxim de Finanças e Economia com a Universidade Jiaotong de Xian .
A Universidade Jiaotong de Xian tem sido parte de todos os principais esforços do governo para estabelecer universidades de classe mundial na China, incluindo o Projeto 985 e a Liga C9.

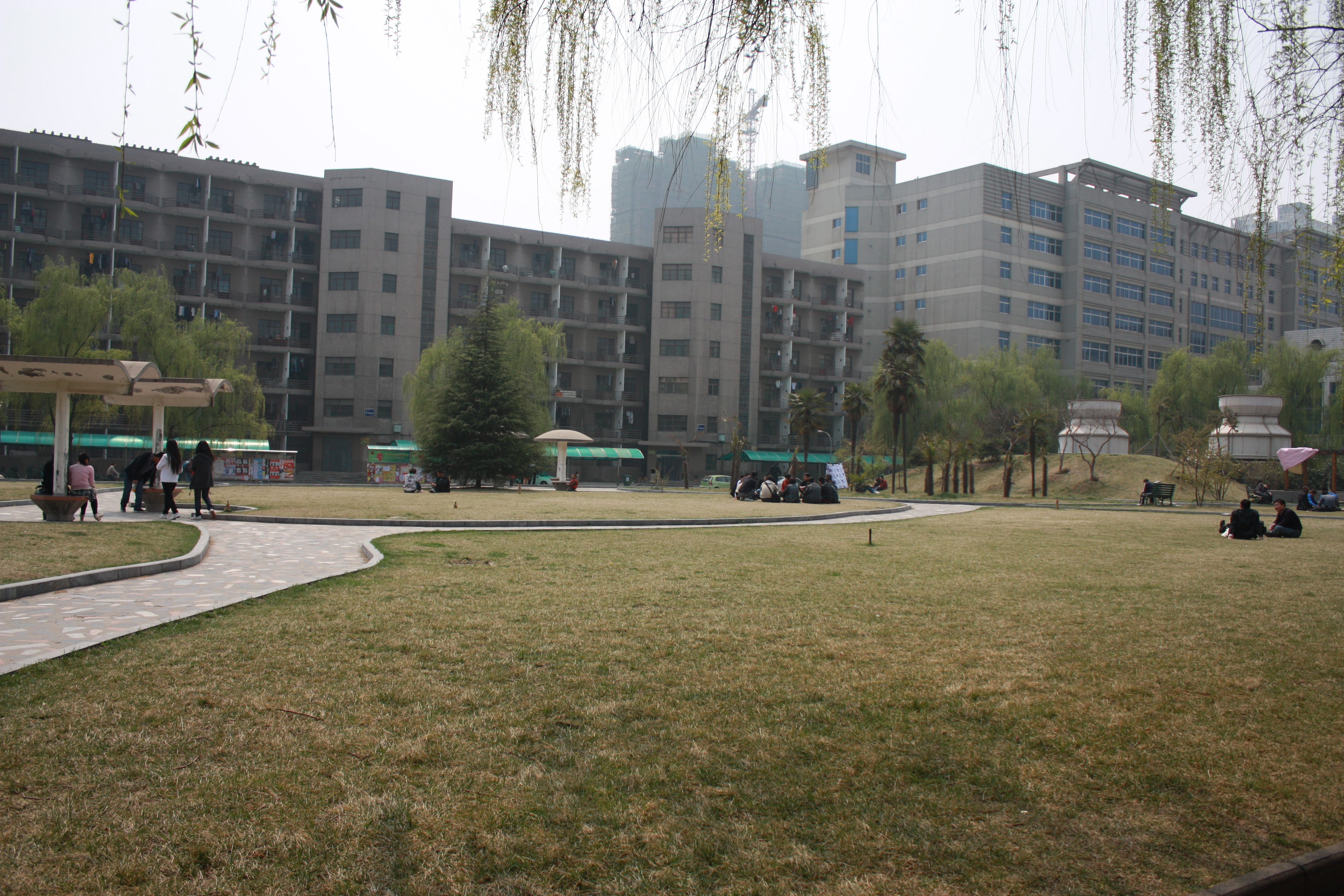
Faculdade de Administração
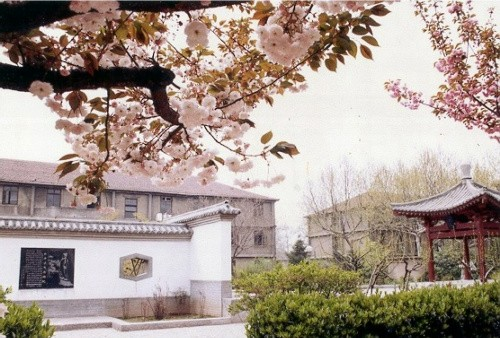
Parte do campus de Xingqing
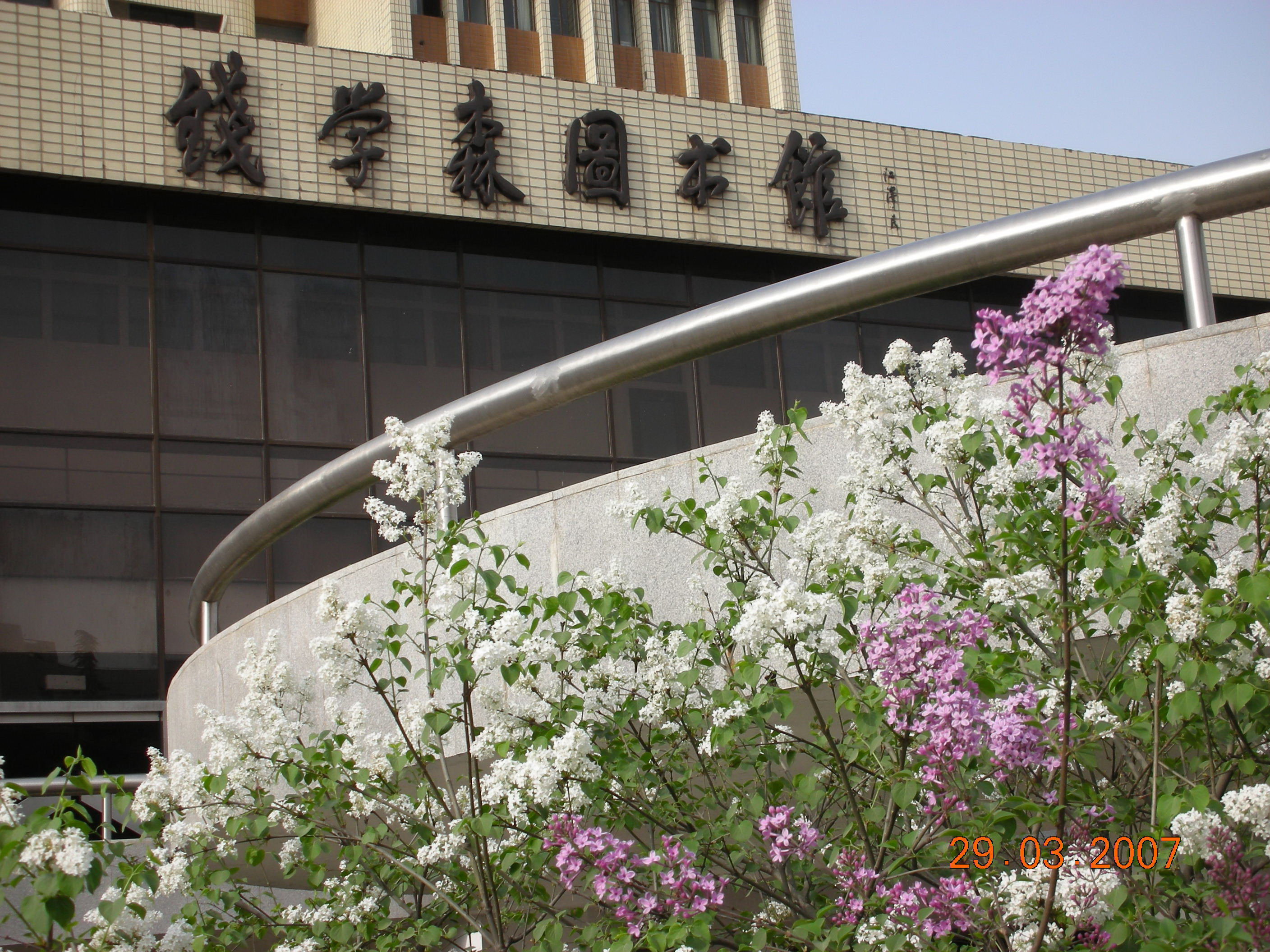
Biblioteca Qian-Xuesen, a principal biblioteca do campus de Xingqing
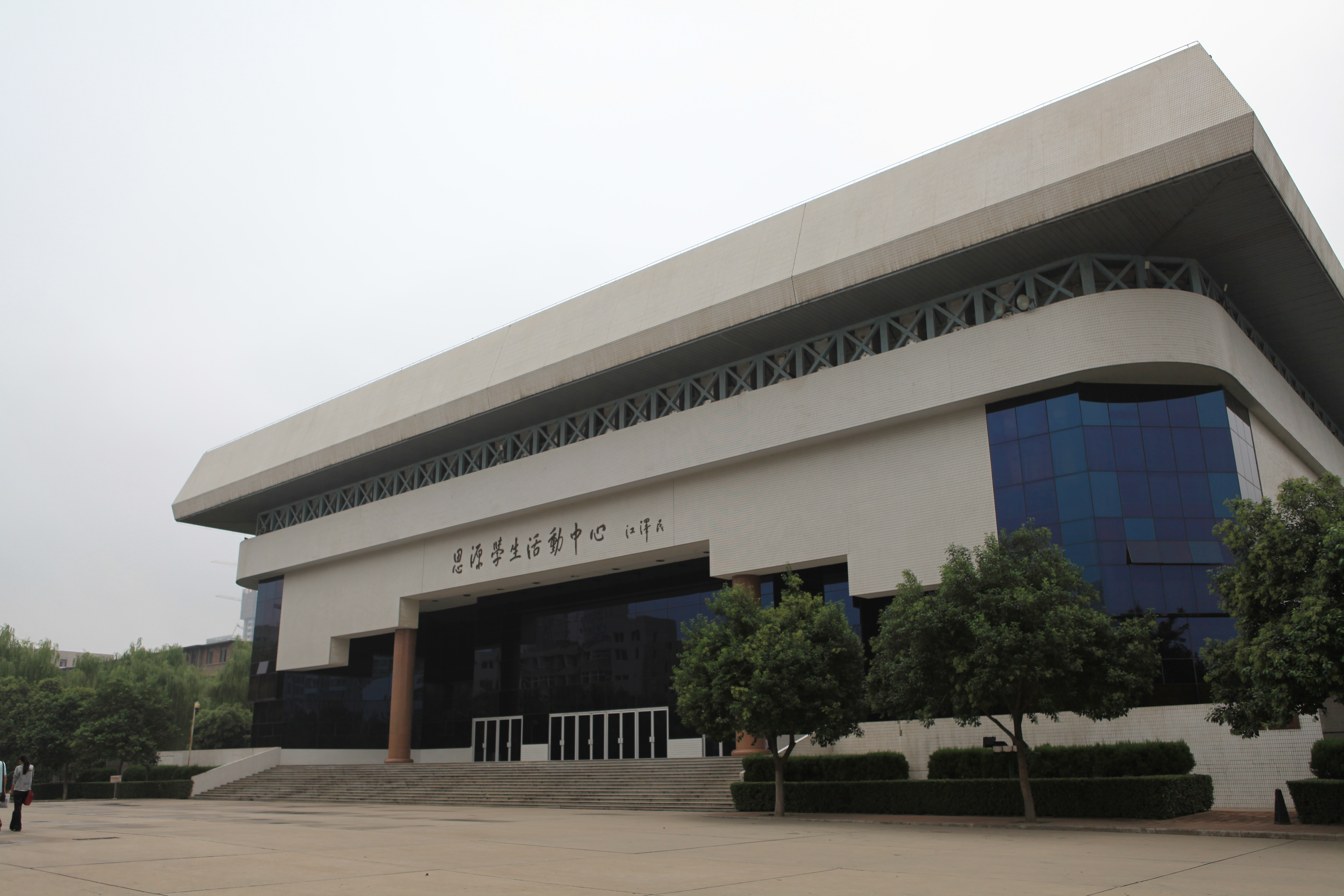
Centro de atividade estudantis Si-Yuan
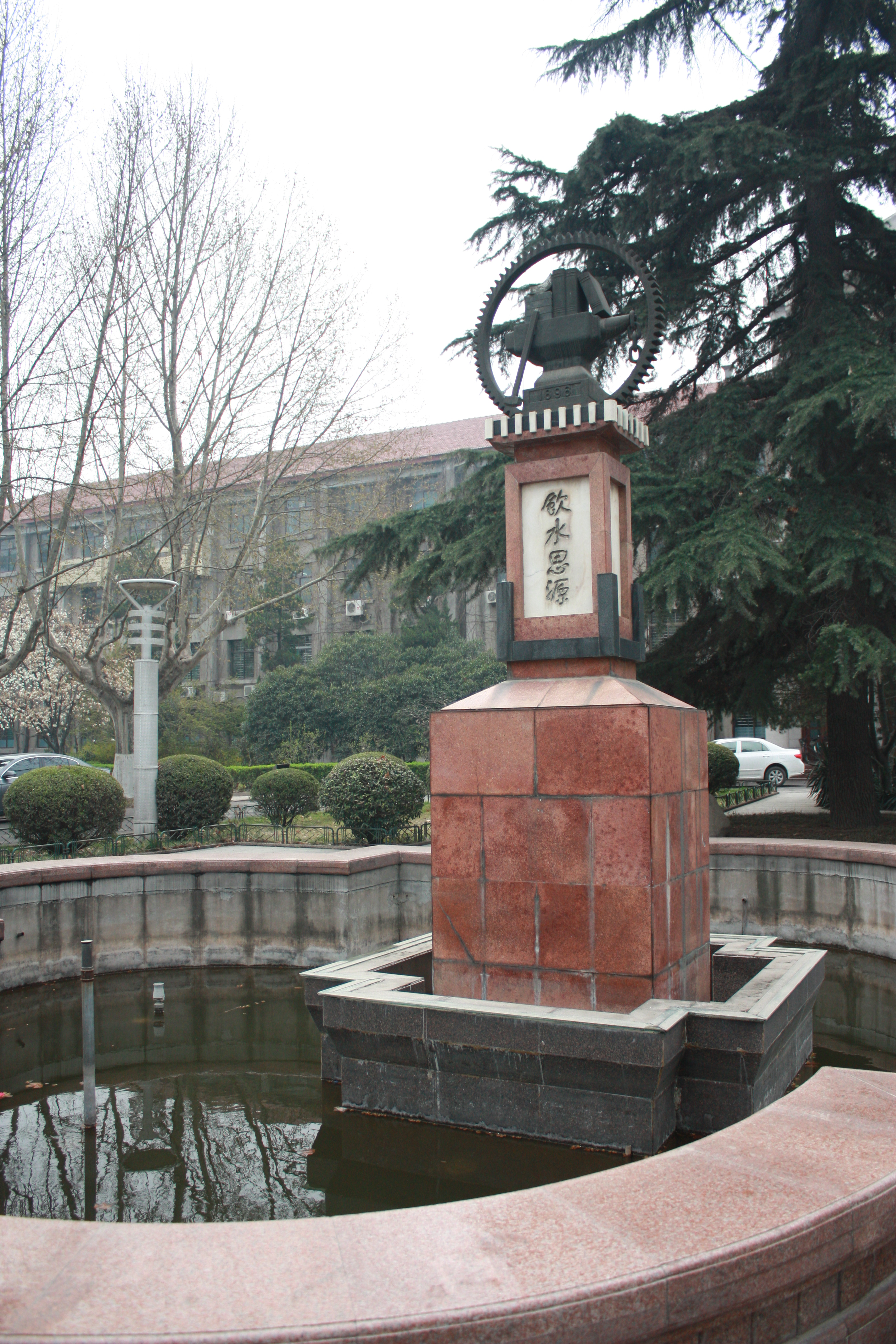
Fonte em frente ao edifício principal

## Faculdade e funcionário
O corpo docente e de funcionários da universidade conta com mais de 5500 pessoas, o qual inclui membros da Academia Nacional de Engenharia da China, membros da Academia Nacional Chinesa de Ciências; e ganhadores do prêmio de relevância nacional. Inclui ainda beneficiários de prêmios nacionais de ensino. Entre os professores notáveis, Yu Mao-Hong, criador da teoria da força unificada.

## Alunos e programas acadêmicos
O corpo discente é de cerca de 30.000 alunos, incluindo 15.000 alunos de pós-graduação. Os alunos podem escolher entre 84 cursos de graduação, 200 disciplinas de mestrado e 115 de doutorado. Entre estas, oito são designados como disciplinas-chave de primeira ordem pelo governo do país.
Estudantes Internacionais: Atualmente, existem mais de 400 estudantes estrangeiros de todo o mundo, principalmente do Paquistão, Malásia, Rússia, Bangladesh, Nepal, países do Golfo, países da Ásia Central, Austrália, Nova Zelândia e países europeus.

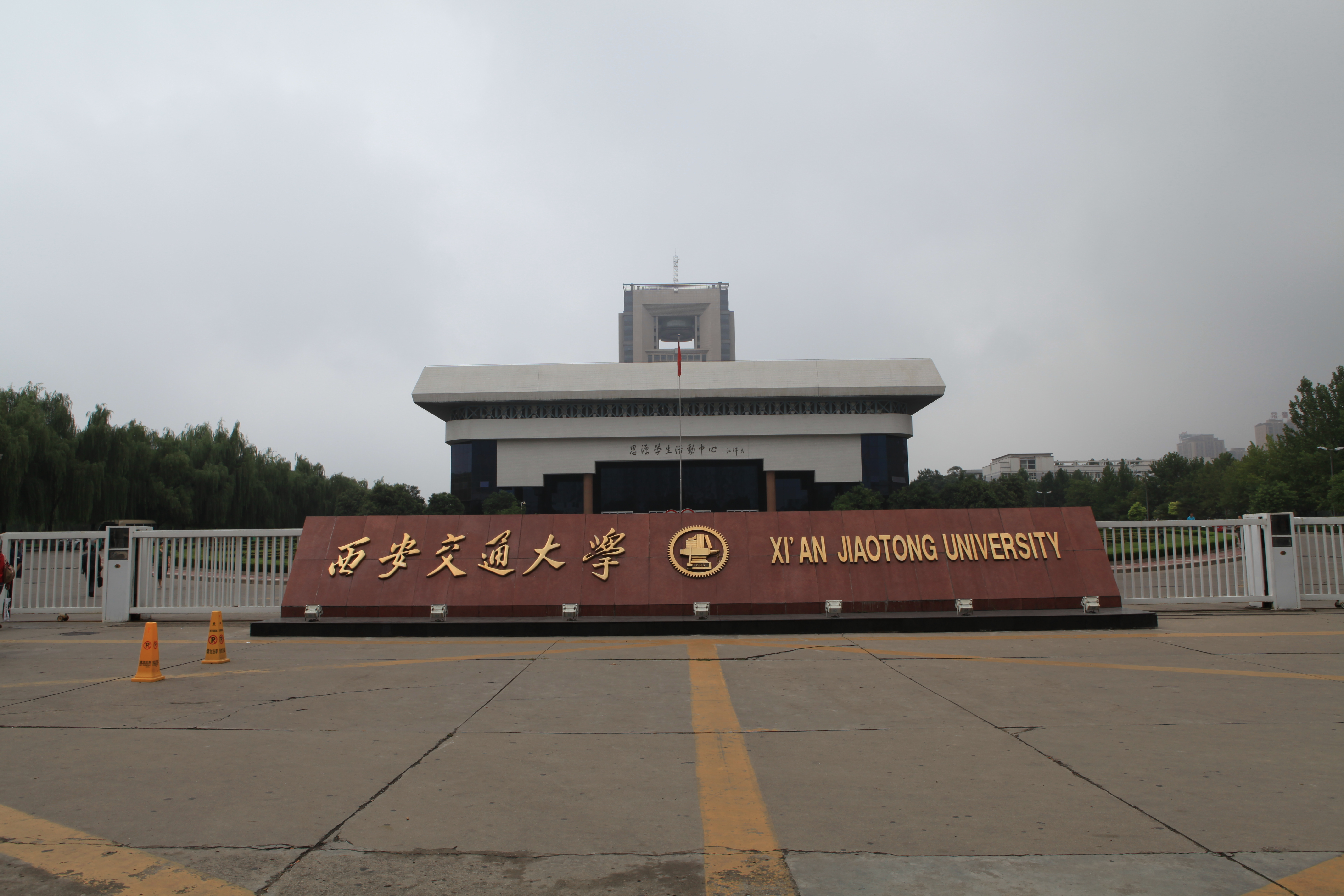
Portão Sul da Universidade Jiaotong de Xian

### Vida no campus e de estudante
Os três campi da universidade (Xingqing, Yanta e Qujiang) cobrem mais de 250 hectares. O sistema de computador da biblioteca está totalmente integrado à rede do campus, à CERNET e à Internet.

### Programas do ensino médio
O Programa Juventude de Honra da Universidade Jiaotong de Xian (em chinês: 西安 交大 少年 班 ), fundado em 1985, admite 140 alunos do ensino médio anualmente. Os alunos que passam podem se matricular na universidade sem ter que prestar o Gaokao . Os estudantes que posteriormente passam seus cursos de graduação podem começar os programas de mestrado na universidade sem fazer o teste de admissão de pós-graduação .

### Educação via Internet
Escola de Educação via Internet da universidade foi fundada em 2001 como uma das 15 universidades experimentais aprovadas pelo Ministério da Educação chinês para estabelecer educação a distância. A universidade é parceira de várias universidades líderes na China para este projeto.

### Alunos notáveis
Entre os ex-alunos da Universidade Jiaotong de Xian estão alguns eruditos de renome, entre eles: Huajian Gao, Tsien Hsue-shen, Shouren Ge (Ernest S. Kuh) Wu Wenjun e An Wang .
Além de numerosos empreendedores famosos na China e no exterior, incluindo os seguintes:
- Shane Zhang, Vice-Chefe do Banco de Investimentos Ásia-Pacífico do Morgan Stanley
- Zhao Huan, presidente do Banco Agrícola da China

## Programa internacional: University Alliance of the Silk Road
Considerado o principal local de comércio da rota da seda, Xian emergiu como o local de uma importante aliança universitária internacional associada à iniciativa One Belt, One Road. A universidade abriga um vigoroso programa internacional de pesquisa e intercâmbio, centrado em torno da Aliança Universitária da Rota da Seda, que foi formada em 2015.